# Tim Schleicher
Tim Schleicher (* 30. Dezember 1988 in Nürnberg) ist ein deutscher Ringer, der für die RWG Mömbris-Königshofen startet. 

## Sportliche Laufbahn
Schleicher wuchs in Nürnberg auf und startete bereits als Jugendlicher in seinem Heimatverein bei den Johannis Grizzlys. 2008 nahm er erstmals als Senior an Internationalen Meisterschaften teil. Der ursprünglich vorgesehene Ringer Marcel Ewald konnte wegen einer Schulterverletzung nicht starten. In einem Ausscheidungskampf konnte sich Schleicher für die Europameisterschaften in Finnland qualifizieren und wurde bei diesen Fünfter. Insgesamt errang Schleicher bereits zehn Deutsche Meisterschaften.
Schleicher war bis zur Saison 2011/12 Mitglied des Bundesligakaders des SV St. Johannis 07. In der Saison 2012/13 wechselte er zum KSV Aalen,  seit der Saison 2013/14 startet er für die RWG Mömbris-Königshofen.
Das Zweitstartrecht bei Einzelmeisterschaften behält sich sein Heimatverein vor.
Sein Vater Matthias Schleicher rang früher selbst und war Schüler- und Jugendtrainer des SV Johannis 07 Nürnberg.

## Erfolge
| - Mit der Mannschaft des SV St. Johannis 07 Nürnberg e. V. Meister in der 2. Bundesliga Süd - Deutscher Meister der A-Jugend in 50 kg, Freistil - Deutscher Meister der Junioren in 50 kg, Freistil - Europameisterschaft der Kadetten: 5. Platz in 50 kg, Freistil - Deutscher Meister der Junioren in 50 kg, Freistil - 3. Platz Europameisterschaften der Junioren in Ungarn in 50 kg, Freistil - 6. Platz Weltmeisterschaften der Junioren in Guatemala in 50 kg, Freistil - 5. Platz Deutsche Meisterschaften der Männer in 55 kg, Freistil - Deutscher Meister der Junioren in 55 kg, Freistil - 2. Platz Europameisterschaften der Junioren in Belgrad 55 kg, Freistil - 3. Platz Weltmeisterschaften der Junioren in Peking 55 kg, Freistil - Juniorenringer des Jahres (gewählt vom Deutschen Ringer-Bund) - Deutscher Meister der Männer in 55 kg, Freistil - 5. Platz Europameisterschaften der Männer in 55 kg, Freistil - 2. Platz Europameisterschaften der Junioren in 55 kg, Freistil - 21. Platz Weltmeisterschaften der Junioren in 55 kg, Freistil - Juniorenringer des Jahres (gewählt vom Deutschen Ringer Bund) | - Deutscher Meister der Männer in 55 kg, Freistil - 13. Platz Europameisterschaften der Männer in 55 kg, Freistil - 21. Platz Weltmeisterschaften der Männer in 55 kg, Freistil - 3. Platz Deutsche Meisterschaften der Männer in 60 kg, Freistil - 19. Platz Weltmeisterschaften der Männer in 55 kg, Freistil - 13. Platz Europameisterschaften der Männer in 55 kg, Freistil - 20. Platz Weltmeisterschaften der Männer in 60 kg, Freistil - 8. Platz Europameisterschaften der Männer in 60 kg, Freistil - 2. Platz Olympiaqualifikationsturnier der Männer in 60 kg, Freistil -> Qualifikation für die Olympischen Spiele 2012 in London - 10. Platz Olympische Spiele in 60 kg, Freistil - 3. Platz Europameisterschaften der Männer in 60 kg, Freistil |